# Iglesia anglicana de América del Sur
La Iglesia Anglicana de Sudamérica  (hasta 2014 Provincia Anglicana del Cono Sur de América) es una provincia eclesiástica de la Comunión anglicana que incluye a sus iglesias en Argentina, Bolivia, Chile, Paraguay, Perú y Uruguay. La provincia está conformada por siete diócesis, cada una de ellas dirigida por un obispo diocesano, de entre los cuales uno es elegido como Obispo Primado de la provincia. Es una de las provincias geográficamente más grandes de la Comunión, pero también una de las más pequeñas en membresía, en 2013, contaba con unos 30.000 miembros y 300 congregaciones.
Esta provincia es gobernada por un Sínodo Provincial, con representantes del episcopado, del clero y de los laicos de cada diócesis, y es presidido por el Obispo Primado. Desde 2021 el Obispo Primado es el Rvdmo. Nicolás Drayson, quien además es el Obispo de la diócesis del Norte Argentino.

## Reseña histórica
Desde principios del siglo XIX, inmigrantes británicos y estadounidenses de confesión anglicana llegaron constantemente hasta las naciones de América del Sur, la historia del anglicanismo en cada país americano suele iniciarse con los primeros y discretos cultos preparados por capellanes de la Iglesia de Inglaterra para esos feligreses en consulados y buques mercantes ingleses.

### Argentina

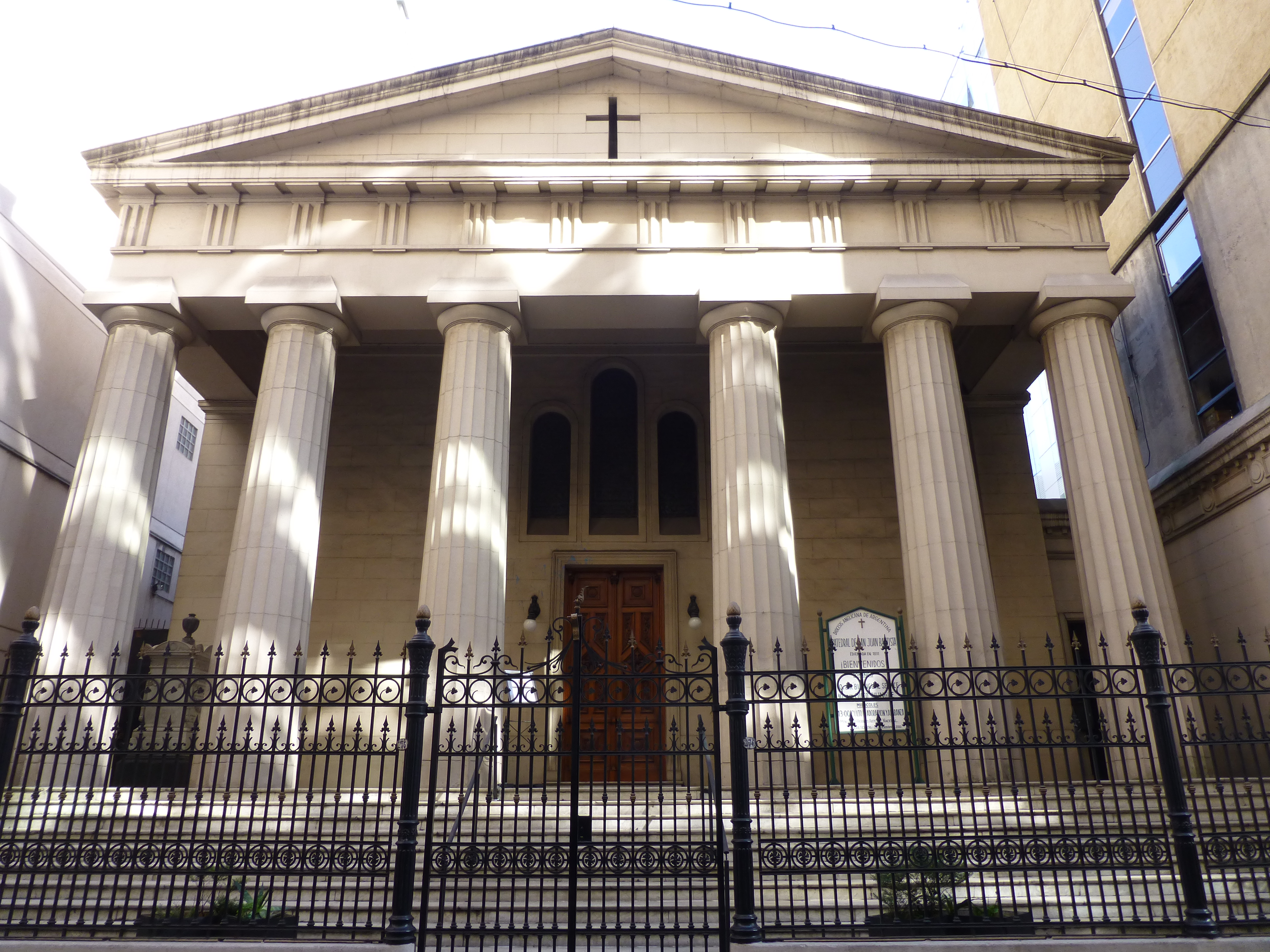
La Catedral Anglicana de San Juan Bautista en Buenos Aires.

Los orígenes oficiales de la Iglesia Anglicana de Argentina se remontan al año 1824, cuando el gobierno argentino decide autorizar la realización de un oficio religioso anglicano en Buenos Aires. El servicio se efectuaría el 25 de septiembre de 1825, en idioma inglés, a cargo del Rvdo. John Armstrong, Capellán Británico de la Iglesia de Inglaterra en Buenos Aires. En 1831 es inaugurada y dedicada la Catedral Anglicana de San Juan Bautista, que originalmente fue llamada Pro-Catedral San Juan Bautista
En 1869, el Rvdo. Waite Hockin Stirling fue consagrado como Obispo de las Islas Malvinas, con jurisdicción sobre toda América del Sur. Con la fundación de esta diócesis la obra de la Iglesia de Inglaterra en Sudamérica entró en una etapa más formal. En 1867 se habían iniciado los primeros cultos en castellano, utilizándose por primera vez también el Libro de Oración Común traducido al español en Argentina.
En 1969, celebrándose los 100 años de la consagración del Obispo Waite Stirling, la diócesis de las Islas Malvinas y Sudamérica fue subdividida en diócesis más pequeñas, más tarde, varias de ellas se fundieron con las diócesis misioneras de la Sociedad Misionera Sudamericana (South American Missionary Society - SAMS).
Hasta 1974, todas las diócesis sudamericanas estuvieron bajo el control directo del Arzobispo de Canterbury, como autoridad metropolitana, sin embargo, ese año, la autoridad fue entregada a un Consejo Regional quien, en 1981, decidió unirlas todas para formar la Provincia del Cono Sur de América, que se haría independiente en 1983. Originalmente, eran seis las diócesis de la provincia, una para cada país soberano incluido en su territorio, pero la diócesis del Norte Argentino fue separada de la diócesis de Argentina debido a su gran desarrollo. Desde 2020, el obispo de la Diócesis de Argentina (que abarca la zona del litoral, el centro y sur del país) es el Rvdmo. Brian Williams. El actual obispo diocesano de la Diócesis del Norte Argentino es el Rvdmo. Nicolás Drayson, y los obispos auxiliares son Crisanto Rojas y Mateo Alto.

### Bolivia
La Iglesia Anglicana Episcopal de Bolivia es la más nueva de las iglesias anglicanas en América del Sur, comenzó en los años 80 como una misión de SAMS (hubo cultos esporádicos desde el siglo XIX para la colonia anglófona residente, pero nada estable), hasta llegar a ser una diócesis en 1995, su primer obispo fue el Rvdmo. Gregory Venables, elegido el año 1994 en compañía de los Obispos de la provincia del cono sur. En 2001 fue elegido y consagrado como obispo diocesano el Rvdmo. Francisco Lyons, para el 2010 la iglesia cuenta con 10 congregaciones,  cinco iglesias más con respecto al año 2007. El Rvmo. Walter Toro es el Obispo Diocesano desde el 2022, sucediendo al Rvdmo. Raphael Samuel.

### Chile
La primera iglesia anglicana construida en Chile fue la Iglesia San Pablo (Catedral anglicana de San Pablo), en el Cerro Concepción de Valparaíso, inaugurada en 1855 (con celebración de cultos públicos recién en 1869). Luego se edificarían otras iglesias, generalmente en aquellas ciudades del país con importante presencia de ciudadanos británicos. Hacia 1894 se iniciaría la Misión Araucana, auspiciada por la Sociedad Misionera Sudamericana (SAMS) para alcanzar con el evangelio a las comunidades Mapuche del Sur de Chile. Fruto del trabajo de esta misión, sería la ordenación del primer anglicano chileno al pastorado, en 1939, el Rvdo. Juan Antinao. 
La obra en español del anglicanismo chileno se iniciaría por primera vez en la ciudad de Valparaíso, en el año 1959, poco tiempo después, en 1963, la obra anglicana en Bolivia, Chile y Perú se uniría bajo la dirección del Obispo Kenneth Howell para formar una nueva diócesis. En 1983, Perú y Bolivia organizan su propia diócesis y la obra en Chile se constituye como una diócesis de carácter nacional, siendo su primer obispo diocesano el Rvdmo. Colin Bazley, hasta ese momento diocesano de Chile y Bolivia, y anteriormente diocesano de Chile, Perú y Bolivia.
Durante la década de los 80 y 90 se consolida la iglesia "La Trinidad" de Las Condes, de la que posteriormente nacerán las iglesias "San Andrés" (La Reina), Cantagallo, Vitacura, Peñalolén ,San Joaquín y Calera de Tango. También hay iglesias anglicanas en otras zonas de la región metropolitana: Providencia, Ñuñoa ,Lo Prado, Renca, La Florida, Santiago, etc.
La consagración de los primeros obispos chilenos se vería en 1977, 1994 y 1998, con el Rvdmo. Ian Morrison Wilson primero, nieto del misionero Willian Wilson (la Escuela Anglicana de Cholchol lleva su nombre) y más tarde, con el Rvdmo. Abelino Apeleo Puel y con el Rvdmo. Héctor Zavala, quien llegaría además a ser Obispo diocesano en el año 2000. El 5 de noviembre de 2010 fue elegido primado de la entonces llamada provincia del Cono Sur. Cubrió este oficio durante seis años.
El Centro de Estudios Pastorales (CEP) ha sido una de las mayores bendiciones en la vida de la Iglesia Anglicana de Chile. Hoy la mayoría de los clérigos chilenos y líderes a cargo de iglesias provienen del CEP.
La Iglesia Anglicana de Chile estuvo formada por cuatro arcedianatos (agrupación de parroquias y misiones): Aconcagua y el Norte, Metropolitano, Araucanía y Sur.
Hay congregaciones anglicanas pehuenches en el Alto Biobío.
Hay tres colegios anglicanos en Chile: St Paul's School en Viña del Mar, William Wilson en Cholchol y EPANIS (Escuela para niños sordomudos) en Temuco.
En el VIII Sínodo Diocesano de 2009 se aprobó un nuevo Conjunto de Cánones de la Iglesia Anglicana de Chile y la Visión 20/20: Por la causa del Reino, que desafía a la Iglesia Anglicana de Chile a crecer por la causa de Cristo en la década que va hasta 2020.
El exPresidente de la República, Sebastián Piñera, designó en el 2010 al Arcediano Alfred Cooper, pastor de la iglesia anglicana "La Trinidad" de Las Condes, como capellán evangélico del Palacio de La Moneda. Lo cual causó un escándalo de proporciones en el mundo evangélico de ese país, porque las principales corrientes evangélicas chilenas consideran al anglicanismo una iglesia casi católica y nada de evangélica.
El 4 de noviembre de 2018, la Iglesia Anglicana de Chile dejó de ser considerada una "diócesis", y pasó a transformarse en la provincia N°40 de la Comunión Anglicana, cuyo territorio está dividido en cuatro diócesis que son gobernadas y administradas por cuatro obispos diocesanos y un Primado, quien fue instalado como cabeza de esta iglesia en dicha fecha, en ceremonia que contó con la participación del Arzobispo de Canterbury. Por este motivo la Iglesia Anlgicana de Chile no forma más parte de la provincia Anglicana de Sudamérica, sino que es una provincia en sí misma.
El Rvdo. Héctor Zavala fue nombrado como el Primado de la provincia de Chile.
Las cuatro nuevas diócesis de Chile son:
- Diócesis de Valparaíso: Creada en el año 2018, reúne a las comunidades anglicanas que existen desde la Región de Valparaíso hasta la Región de Arica y Parinacota.
- Diócesis De Santiago: Creada en el año 2018, reúne a las comunidades anglicanas que existen en la Región Metropolitana y la Región de O'Higgins.
- Diócesis Sur: Creada en el año 2018, reúne a las comunidades anglicanas que existen desde la Región del Bio Bio hasta la Región de Magallanes y Antártica Chile, con excepción de la Región de la Araucanía
- Diócesis Araucanía: Creada en el año 2018, reúne a las comunidades anglicanas que existen en la Región de la Araucanía.

### Perú
Tras cinco años de negociaciones entre el gobierno peruano y el británico, arribó a Perú en 1849, el capellán de la Iglesia de Inglaterra Rvdo. John G. Pearson, para realizar servicios religiosos en inglés para los ciudadanos británicos residentes en el Perú. La autorización no permitía la construcción de iglesias ni de parroquias, por esa razón, recién en 1949 se vería inaugurada la primera iglesia anglicana en el país, El Buen Pastor, edificada en el distrito residencial de Miraflores, porque la mayoría de sus feligreses eran empleados de empresas extranjeras y diplomáticos.
Las predicaciones en castellano se iniciarían en 1973, con la llegada del Obispo misionero William Flagg, quien además impulsaría la apertura de la iglesia hacia lugares menos ricos de la ciudad de Lima. Con sus iniciativas, se dio paso a la constitución de la Diócesis del Perú en 1977. En los años siguientes, la diócesis desarrollaría su propuesta de misión integrada, contribuyendo al desarrollo social y comunitario de algunos barrios pobres de Lima y Arequipa con la implementación de programas sociales. A comienzos de la década del 90, la crisis económica produjo un período de recesión económica en el país, de modo que la Iglesia pudo desarrollar un papel importante con programas de alimentación masiva (comedores populares), programas de prevención  entre otras acciones.
En 1996, al no haber acuerdo nacional, la provincia del Cono Sur de América nombró al Rvdmo. Gregory Venables como Obispo de Bolivia y al mismo tiempo Obispo veedor para el Perú, de modo que ejerció este cargo hasta 1998. Ese año, asumió Rvdmo. William Godfrey.
En el 2001 las Conferencias Diocesanas establecieron nuevos estatutos y cánones para la Iglesia e instalaron al Primer Sínodo Diocesano del Perú. También se decidió cambiar el nombre legal de la Iglesia, pasando de Asociación de la Iglesia Anglicana Episcopal del Perú a Iglesia Anglicana del Perú. Desde el 17 de abril del 2016 el obispo diocesano y primero de nacionalidad peruana es el Rvdmo. Jorge Luis Aguilar Ocampo hasta la fecha.

### Uruguay

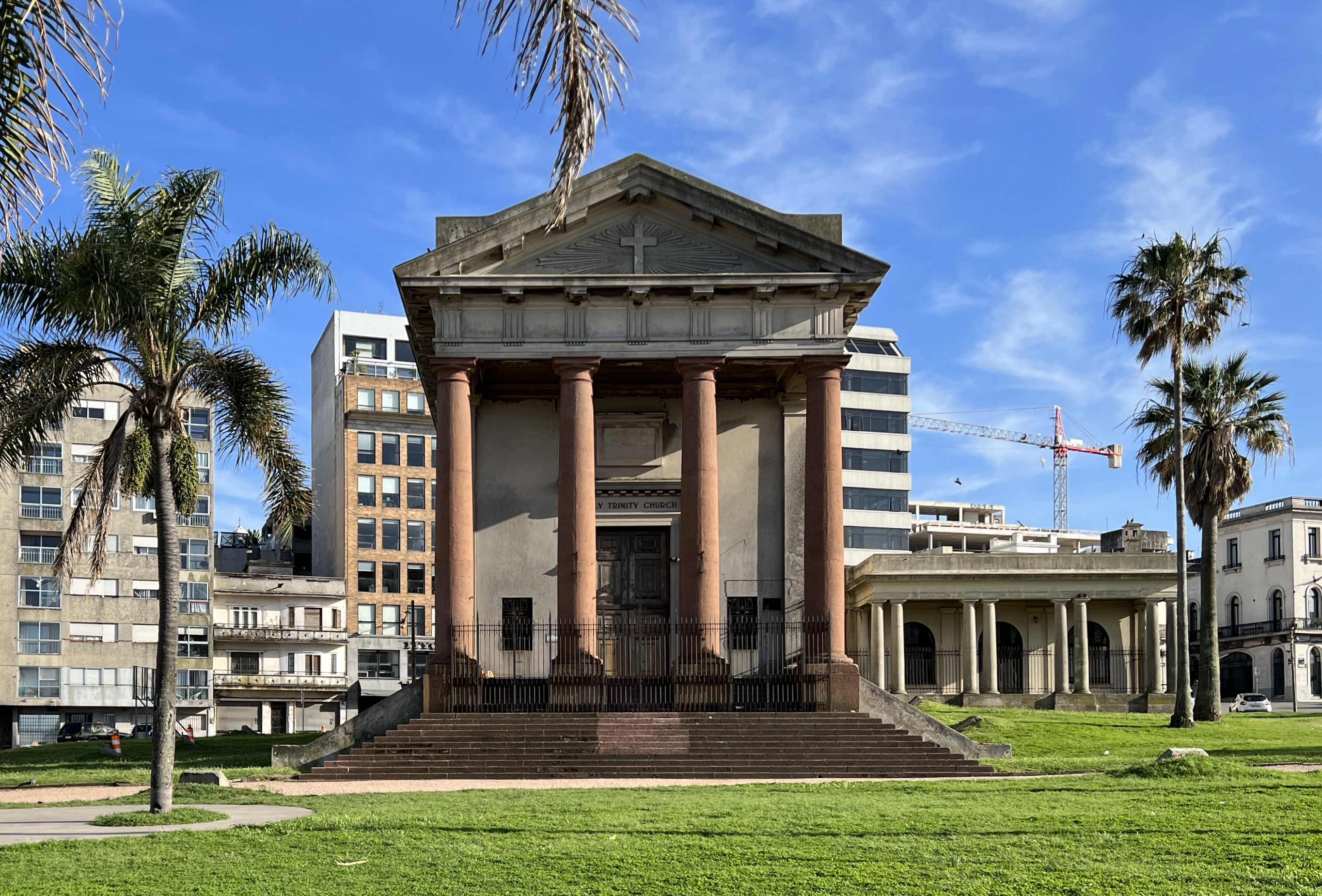
Templo de la Santísima Trinidad, también conocido como Templo Inglés.

Los inmigrantes británicos en Uruguay consiguieron, hacia 1843, que fuera designado el Rvdo. William Birch como capellán de la Iglesia de Inglaterra en Montevideo, por lo que pudo celebrar su primer oficio religioso el 4 de junio de ese año, en una casa particular. Al año siguiente, se iniciaron obras para la edificación de una iglesia en la capital del país, junto al mar, justo donde comenzaba la calle Treinta y Tres, en donde se mantuvo hasta 1934 cuando fue trasladada por orden de la Intendencia municipal hasta su última ubicación, donde es conocida popularmente como Templo Inglés, y más formalmente, como Catedral de la Santísima Trinidad.

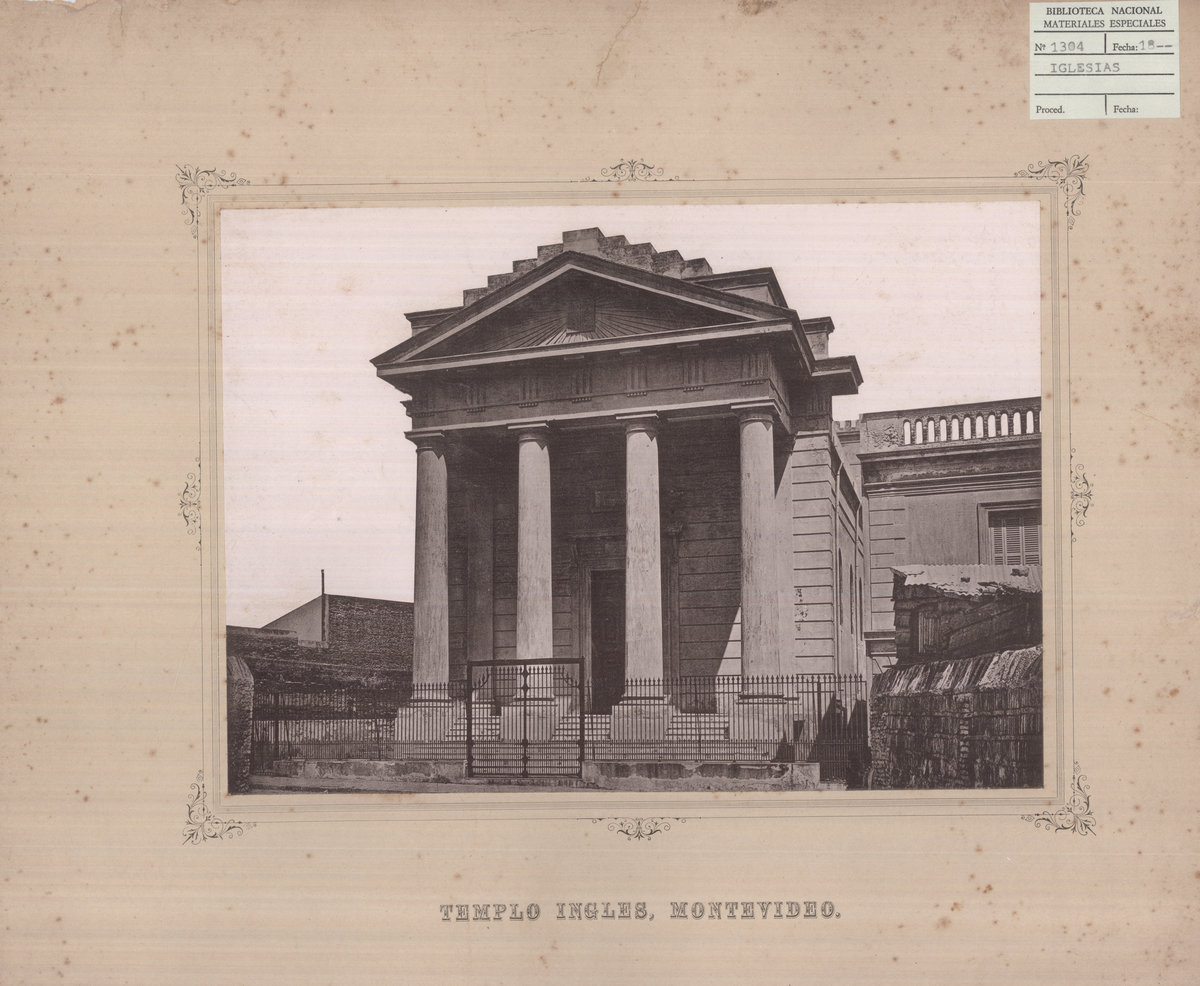
primer Templo Inglés en Montevideo, se encontraba en el Bajo de Montevideo.

Más adelante, las iglesias de Montevideo, Fray Bentos y Salto fueron incluidas en la diócesis de Argentina de la provincia de las Islas Malvinas y Sudamérica, y en esa calidad se celebraron los primeros cultos en castellano hacia 1970, cuando un Obispo de la Iglesia Episcopal Anglicana del Brasil pidió permiso al Obispo Ricardo Cutts de Buenos Aires para visitar y celebrar oficios en castellano para los montevideanos.
Más adelante, las iglesias de Montevideo, Fray Bentos y Salto fueron incluidas en la diócesis de Argentina de la provincia de las Islas Malvinas y Sudamérica, y en esa calidad se celebraron los primeros cultos en castellano hacia 1970, cuando un Obispo de la Iglesia Episcopal Anglicana del Brasil pidió permiso al Obispo Ricardo Cutts de Buenos Aires para visitar y celebrar oficios en castellano para los montevideanos.
En 1986, el Rvdo. William Godfrey sembró la idea de trabajar para formar una nueva diócesis en Uruguay, la Iglesia Anglicana del Uruguay. Esto se logró finalmente el 10 de diciembre de 1989, junto con pasar a formar parte de la provincia Anglicana del Cono Sur de América. La Diócesis Anglicana del Uruguay está formada por cinco parroquias y siete misiones, y es presidida desde 2019 por el Rvdmo. Daniel Genovesi.

## Diócesis
| Iglesia                                | Diócesis           | Obispo diocesano          | Sede         | Sitio oficial                                                                                     |
| -------------------------------------- | ------------------ | ------------------------- | ------------ | ------------------------------------------------------------------------------------------------- |
| Iglesia Anglicana de Argentina         | Argentina          | Rvdmo. Brian Williams     | Buenos Aires |                                                                                                   |
| Iglesia Anglicana de Argentina         | Norte de Argentina | Rvdmo. Nicolás Drayson    | Salta        | ---                                                                                               |
| Iglesia Anglicana Episcopal de Bolivia | Bolivia            | Rvdmo. Walter Toro        | Tarija       | (enlace roto disponible en Internet Archive; véase el historial, la primera versión y la última). |
| Iglesia Anglicana del Paraguay         | Paraguay           | Rvdmo. Peter Bartlett     | Asunción     |                                                                                                   |
| Iglesia Anglicana del Perú             | Perú               | Rvdmo. Jorge Luis Aguilar | Lima         |                                                                                                   |
| Iglesia Anglicana del Uruguay          | Uruguay            | Rvdmo. Daniel Genovesi    | Montevideo   |                                                                                                   |